# Nižný Lánec
Nižný Lánec és un poble i municipi d'Eslovàquia. Es troba a la regió de Košice, a l'est del país.

## Història
La primera referència escrita de la vila data del 1268.

## Demografia
| Godina             | 1994 | 2004   | 2014   | 2024   |
| ------------------ | ---- | ------ | ------ | ------ |
| Nombre de persones | 394  | 417    | 443    | 471    |
| Diferència         |      | +5,83% | +6,23% | +6,32% |

| Godina             | 2023 | 2024   |
| ------------------ | ---- | ------ |
| Nombre de persones | 469  | 471    |
| Diferència         |      | +0,42% |